# Destiny2 孤独と影
『Destiny 2 孤独と影』（ディスティニーツーこどくとかげ）は、バンジーが開発した、Destiny 2の大型拡張コンテンツである。

## ストーリー
「Destiny 2」のストーリーでガウルを倒した後、リーフは無法地帯と化してしまった。そんな中、銀河で要注意人物に指定されている、バロンとユルドレン・ソヴはエルダーズ・プリズンからの脱獄を計画していた。ガーディアンとケイド6は無秩序状態の施設を鎮圧するために向かうが、事態は思わぬ方向に進む。絶体絶命の危機に瀕したケイド6は最大の代償を払うこととなる。バンガードの権限の範疇を超え、ガーディアンはひとりでリーフの奥深くへと進み、敵との戦いに挑むこととなり、失われたアウォークンの謎を解き明かす。

## 登場人物
ケイド6
今回のストーリーの中心となったエクソの人物。無法地帯と化したリーフのエルダーズ・プリズンにガーディアンと2人で向かい、暴れている敵を倒していたが、牢獄に捕まえられていたユルドレン・ソヴとバロン達によって死亡した。ガーディアンはこの死で、ユルドレン達に復讐をすると決意する。
ユルドレン・ソヴ
ケイド6を撃って死亡させたアウォークン。ケイド6の愛用の銃、「切り札」を持ち去った。